# Glas Isar
La Isar era una piccola autovettura di fascia bassa prodotta dalla Casa automobilistica tedesca Hans Glas GmbH dal 1958 al 1965.

## Storia e profilo
Nel settembre del 1957, al Salone di Francoforte, la Glas presentò il primo prototipo non marciante della Großen Goggomobil ("in tedesco "grande Goggomobil"), una vettura un po' più grande della Goggomobil già in listino: tale prototipo proponeva nuove soluzioni, come il motore anteriore e la trazione anteriore, quest'ultima soluzione in seguito abbandonata a favore della trazione posteriore, perché troppo costosa da realizzare. Fu mantenuta invece la disposizione anteriore del propulsore.

La produzione in serie fu avviata il 12 giugno 1958: la piccola vettura fu inizialmente identificata come una Goggomobil di dimensioni maggiori, sia dal pubblico che dalla Casa stessa. I primi esemplari prodotti erano infatti noti con il nome della "sorella minore", rispetto alla quale era però profondamente differente, per aspetto, per schemi meccanici e per motorizzazioni.

La vettura era disponibile inizialmente solo con carrozzeria berlina a tre volumi (vedi foto): le sue linee erano tipiche del periodo a cavallo tra la fine degli anni cinquanta e l'inizio degli anni sessanta, con le sue forme pulite e il suo accenno di pinne posteriori.

Al suo debutto, la piccola autovettura fu offerta con un bicilindrico boxer raffreddato ad aria da 584 cm³ da 19 CV. È interessante notare che questo bicilindrico, a differenza di quello montato sulle piccole Goggomobil, era a quattro tempi. Con questa configurazione, la vettura fu inizialmente battezzata Goggomobil T600, proseguendo quindi il criterio già adottato sulle più piccole Goggomobil T250, T300 e T400.

Neppure due mesi dopo, alla T600 fu affiancata la T700, equipaggiata sempre da un bicilindrico a quattro tempi, ma della cilindrata di 688 cm³ e in grado di erogare ben 30 CV.

Fu solo alla fine del 1959, con l'arrivo della versione giardinetta (vedi foto) che la denominazione dell'autovettura cambiò definitivamente da Goggomobil ad Isar. A quel punto si poté effettivamente parlare di Isar T600 e Isar T700. Le versioni giardinetta erano invece contraddistinte dalla lettera K (Kombi) al posto della T.

Durante la sua produzione, la Isar è stata proposta anche in versione pick-up.

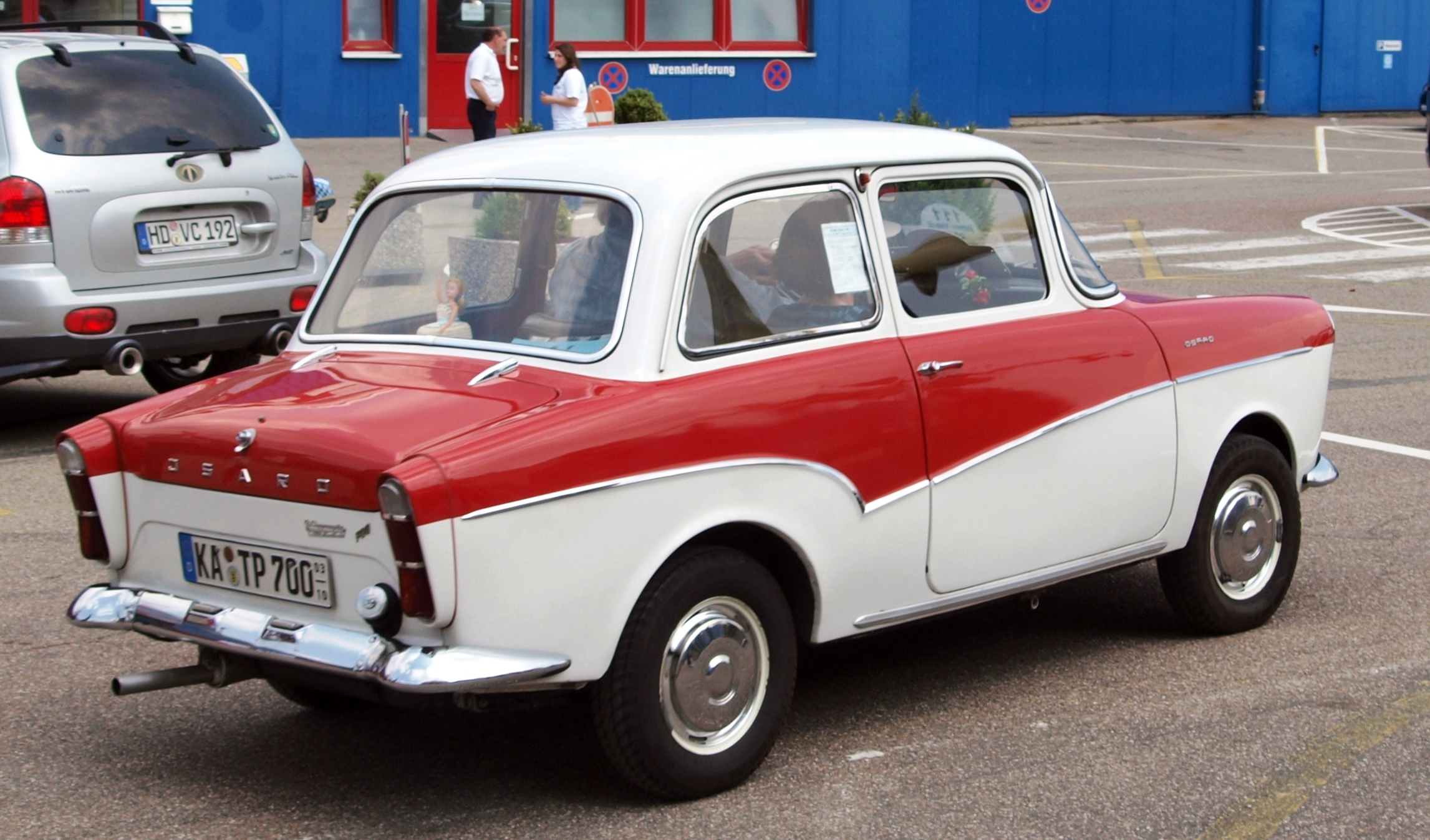
Glas Isar restyling 1960

Nel 1960 vi fu un restyling, visibile soprattutto negli indicatori di direzione anteriori e nei fari posteriori.

La gamma Isar proseguì a quel punto immutata fino al 1965, anno in cui fu tolta di produzione. Furono prodotti in totale 73.312 Isar berline e 14.274 versioni giardinette.

### Caratteristiche tecniche
La Isar montava un bicilindrico boxer in posizione anteriore. Di seguito sono descritte le principali caratteristiche tecniche della gamma Isar:
| Isar: dati tecnici |                    |            |                        |                |                     |                |
| Modello            | Anni di produzione | Cilindrata | Potenza                | Coppia         | Velocità max (km/h) | 0–100 km/h (s) |
| T600               | 1958-65            | 584 cm³    | 14 kW (19 CV)/4800 rpm | 37 N·m/3000rpm | 102                 | 61"            |
| T700               | 1958-65            | 688 cm³    | 22 kW (30 CV)/4900 rpm | 49 N·m/3500rpm | 112                 | 40"            |
| K600               | 1959-65            | 584 cm³    | 14 kW (19 CV)/4800 rpm | 37 N·m/3000rpm | 98                  | 61"            |
| K700               | 1959-65            | 688 cm³    | 22 kW (30 CV)/4900 rpm | 49 N·m/3500rpm | 110                 | 40"            |

Per quanto riguarda le altre caratteristiche tecniche relative alla Isar, interessante era il cambio a 4 marce completamente sincronizzato.

Le sospensioni erano anteriormente a ruote indipendenti, mentre posteriormente erano ad assale rigido. In ogni caso, sui due assi erano montati anche ammortizzatori idraulici telescopici. L'impianto frenante era a tamburi sulle quattro ruote.